# Мордовский Пимбур

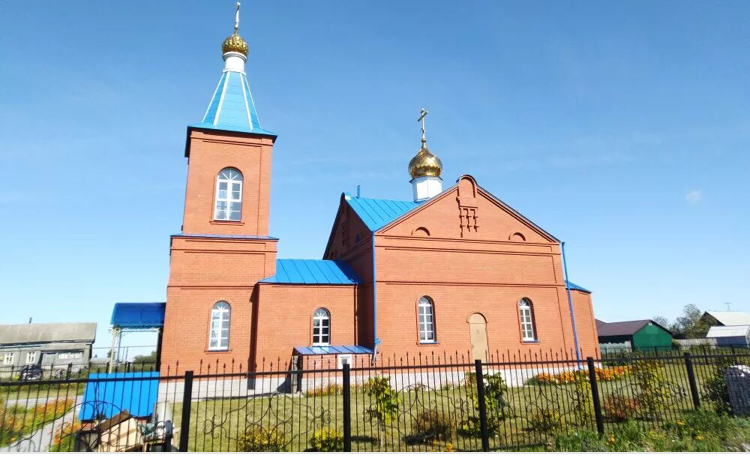
Пимбурская церковь

Мордовский Пимбур (мокш. Мокшень Пимбур, Пимбора) — село, центр Мордовско-Пимбурского сельского поселения в Зубово-Полянском районе.

## География
Расположен в 40 км от районного центра и железнодорожной станции Зубова Поляна

## История
Основан в XVII веке. Название-характеристика: пи «окраина», «конец»; бура «роща»; Пимбур, Пиньбора, Пеньбора «на окраине рощи», определение «мордовский» указывает на этническую принадлежность жителей. Одно из первых упоминаний о Мордовском Пинбор было в 1719 г. Ссылка на упоминание   РГАДА 350-2-1345Л.208
«Списке населённых мест Тамбовской губернии» (1866) Мордовский Пимбур — село казённое из 255 дворов (2226 человек); имелись Никольская церковь (1862), маслобойка. В 1930 году в Мордовском Пимбуре было 543 двора (2698 человек). В 1930-е годы был создан колхоз «Красное знамя», с 1996 года — сельскохозяйственный производственный кооператив «Мордовско-Пимбурский» в составе товарищества на вере «Вектор и Ко». В современном селе — средняя школа, библиотека, Дом культуры, отделение связи, магазин, медпункт; Рождество-Богородицкая церковь. Мордовский Пимбур — родина Героя Советского Союза А. К. Гангаева, драматурга А. И. Пудина, заслуженного агронома Российской федерации Ф. П. Лябушева.
В двух километрах от села находится родник Казанской иконы Божией матери. По легенде, местными пастухами была найдена икона. Весть о обретении разнеслась по округе, и люди начали приходить к роднику молиться. Образ Казанской Божией Матери сначала находился в сельском храме, но затем по неизвестным причинам был отправлен в Нижний Ломов. Однако на следующий день икона вновь вернулась на место обретения. Так продолжалось три раза. Потом на месте обретения был построен храм. Точных дат событий не сохранилось. Вскоре, после Октябрьской революции 1917 года, храм разобрали, а из его брёвен в Мордовском Пимбуре сложили клуб. Чудотворная икона оказалась утерянной.

## Население
| 2002 | 2010 | 2012 | 2013 | 2014 | 2015 | 2016 |
| ---- | ---- | ---- | ---- | ---- | ---- | ---- |
| 633  | ↘555 | ↘539 | ↘513 | ↘478 | ↘449 | ↘440 |
| 2017 | 2018 | 2019 | 2020 | 2021 |      |      |
| ↘428 | ↘424 | ↘394 | ↘372 | ↘370 |      |      |

## Источник
- Энциклопедия Мордовия, О. Е. Поляков.
- http://svyato.info/11757-rodnik-svyatoy-istochnik-kazanskoy-ikony-bozhiey-materi-selo-mordovskiy-pimbur.html